# Голокост F
«Голоко́ст F» (пол. «Holocaust F») — науково-фантастична книга польського письменника Цезарія Збешховського, опублікована 2013 року. Складається з однойменного роману та низки пов'язаних із ним оповідань.
Переклад українською вийшов у 2018 та був презентований автором на Книжковому Арсеналі в Києві.

## Сюжет

### Світ роману
Місце подій — планета Земля, через 100 років від катастрофи, названої роком Зеро. Тоді приблизно 100 млн людей у випадковому порядку раптово загинули, що стало відомо як Новий Голокост. Люди після цього втратили здатність творити нове, лишилися в змозі лише повторювати вже відоме в більших масштабах. За 40 років до початку подій (і через 60 після року Зеро) вижилі отримали доступ до технології обміну знаннями й емоціями, С-файлами, в мережі Синергія. Але в певний момент 66,6% користувачів мережі інфікувалися «вірусом». Деякі з людей миттєво підвищили рівень свого інтелекту, самоорганізувалися, ставши Сараною. Вони сильно кіборгізовані та харчуються кров'ю, що підсилює їхні здібності. Інші втратили інтелектуальні здібності, а їхня свідомість злилася з предметами чи іншими істотами — це Стерво. Також залишилася група неінфікованих людей — еліта, яка мала свої інформаційні мережі і Синергією не користувалася, або мала хакерський захист. Їх захищають армії андроїдів під назвою Death Angels, озброєні френами — речовиною таємничого походження, що миттєво заморожує ціль і має побічний ефект, який полягає в збільшенні ймовірностей малоймовірних подій.

### Дія
Головний герой роману Францішек Еліас ІІІ народився у рік Зеро, йому вже близько ста років і він «колискар», чий мозок зберігається у своєрідній капсулі — «колисці». В разі старіння чи травми тіла, його можна замінити і пересадити «колиску» до іншої оболонки. Францішек мільярдер, чия родина заробила величезні прибутки на продажі зброї проти Сарани. Він планує одружитися з андроїдом Лу, що є копією його коханої Пат, яка загинула в океані і не мала «колиски».
Генеральний штаб перестав відповідати, і Францішек з родиною прямують до укріпленого замку аби сховатися там. Дорогою на них нападає Сарана, та Лу вбиває нападників. Францішек зазнає поранення, але виживає, як і його діти, Лу та інші. Його брат Антон при нападі зник і вважається загиблим. Але рештки свідчать, що він насправді був андроїдом.
ШІ аналізує останні напади Сарани та обраховує місце ймовірного центру, звідки Сарана керується. Від Гарві Ронштайна, що використовує в віртуальній реальності образ Райдужного Ворона, Францішек дізнається легенду, що Новий Голокост був спричинений протистоянням товариств Вартових і Алхіміків. Вартові вбили новонародженого месію, внаслідок чого Бог покинув Землю, а разом з Ним її покинули 100 млн людей, які мали душу (концентровану субстанцію «плазмат»). Сарана штурмує замок і Францішек наказує сховати свою родину в підземеллі, заблокувавши всі виходи. Після цього він дозволяє використати проти Сарани зброю масового ураження — мікророботів «кліщів», навіть якщо при цьому загинуть звичайні люди.
Він гине біля замку та повертається до життя в тілі Райдужного Ворона за декілька днів. Гарві пояснює, що обрав Францішека за його надзвичайне бажання жити для особливої місії. Він використав образ Райдужного Ворона з метою переселити свідомість Францішека до заздалегідь приготованого тіла. Францішек повинен дистанційно керувати андроїдом Сіґур, аби дістатися до місця падіння космічного корабля Heart of Darkness й евакуювати астронавтку Вів'єн, що повернулася з тривалого польоту в пошуках Бога.
Францішек виявляє, що в замок, користуючись телепортацією, ввірвалася Сарана, Лу вбито, а його дітей викрадено. Він вирушає в пустелю на їх пошуки та зустрічає Вів'єн, створену на основі тіла Пат. Серед моря нанороботів, у якому впав космічний корабель Heart of Darkness, Францішек  стає свідком того, як Сарана обезголовлює його дітей. Вів'єн однак показує, що діти були роботами, а Францішек стер собі спогади про їхнє створення, щоб любити їх щиро, наче справжніх дітей. Пізніше Францішек розкриває, що його «колиска» затонула в океані до початку подорожі в замок і насправді він, як і брат — копія. Гарві розповідає як послав Heart of Darkness на пошуки Бога і що Вів'єн повернулася наповнена плазматом, ставши фактично месією. Виявляється, існує багато паралельних світів, і оскільки місцевий плазмат зник, його замінює плазмат з іншого світу, знаний як френ, створюючи нові закони фізики.
Невдовзі накопичується критична маса френу і світ швидко перебудовується на основі пам'яті людей, які перебувають біля Heart of Darkness. Францішек опиняється в новій реальності, зберігши спогади про попередню. Його жива родина частково також пригадує, що сталося, але більше ніхто не усвідомлює, що світ став інший. 

## Критика
Польські рецензенти зазначили, що роман змальовує похмурий світ, що спонукає задуматися про те, яким курсом рухається сучасна цивілізація. Францішек упродовж роману застерігає, що справжньою загрозою всесвітнього масштабу є самі люди. Збешховський поєднав багато фантастичних ідей в одному творі, проте сюжету бракує зв'язності.
Згідно з оглядом Ганни Улюри на сайті газети «Збруч», світ «Голокосту F» виключно матеріалістичний, навіть душа та Бог у ньому — це лише особлива речовина. Це світ, де не лишилося нічого справжнього, навіть звичайні, здавалося б, люди є імітацією чогось, що було до них. В основі сюжету лежить конфлікт Творця та Деміурга. За відсутності справжнього Бога люди прагнуть посісти Його місце, але виявляються здатні лише наслідувати, повільно деградуючи та нищачи світ. Францішек Еліас III чітко порівнюється з пророком Іллею. Його рятує надія — можливо, суто людське поняття в світі, де справжнього Бога більше немає чи й ніколи не було.

## Нагороди та відзнаки
- 2013 — Номінація на Меморіальну премію імені Януша Зайделя[6]
- 2014 — Премія «Сфінкс» у категорії «Польський роман року»[7]
- 2014 — Премія «Прожектор» (пол. Reflektor) журналу «Нова фантастика»[8]
- 2014 — Премія ім. Єжі Жулавського[7]

## Видання
У Польщі роман вийшов у паперовому та електронному форматах. Також його було перекладено українською та російською мовами.
- Cezary Zbierzchowski. Holocaust F. — Warszawa : Powergraph, 2013. — 304 с. — (Fantastyka z plusem) — ISBN 978-83-61187-92-9.
- Cezary Zbierzchowski. Holocaust F. — еКнига. — Warszawa : Powergraph, 2013. — 269 с. — (Fantastyka) — ISBN 978-83-61187-93-6.
- Цезарій Збєшховський. Голокост F = Holocaust F / пер. з пол.: І. Шевченко, О. Шевченко; передмова В. Арєнєва. — Київ : Видавництво Жупанського, 2018. — 408 с. — (Амальгама) — ISBN 978-966-2355-97-0.
- Цезарий Збешховский. Всесожжение = Holocaust F / пер. с пол.: Ирина Шевченко. — Москва : АСТ, 2019. — 512 с. — (Звезды научной фантастики) — ISBN 978-5-17-106780-9.